# Застава Либана
Застава Либана садржи две хоризонталне црвене пруге на ивицама и белу у средини, која је двоструко шира. Зелено стабло кедра је у средини заставе. Застава је званично усвојена 7. децембра 1943. 
Често су гране кедра погрешно обојене у црно или смеђу боју. Према уставу, цело стабло треба да буде зелене боје.

## Симболизам
Црвене пруге симболизује проливену крв за слободу земље, а бела мир и снег на планинама Либана. Зелени кедар (Cedrus libani) симболизује бесмртност и постојаност.